# Locomotiva FS 812
Le locomotive FS 812 sono state un gruppo di locomotive-tender a vapore delle Ferrovie dello Stato italiane (FS).

## Storia
Le prime quattro locomotive del gruppo furono costruite dalla Krauss nel 1884 per la FAAN (partecipata della Società Veneta) che le impiegò sulla tranvia Portonaccio-Ciampino-Marino; le restanti tre, identiche alle precedenti, furono costruite dalla Breda nel 1889.
Con l'assorbimento della FAAN nelle Ferrovie Secondarie Romane (FSR) le locomotive passarono nel parco di quest'ultima società, seguendo le sorti della stessa: assorbite dalla Rete Mediterranea, nel 1915 entrarono a far parte del parco rotabili delle FS. Dopo un periodo di servizio presso l'azienda di Stato, a causa delle loro modeste velocità e prestazioni vennero cedute alla tranvia Roma-Tivoli, alla ferrovia Bribano-Agordo, alla Ferrovia Centrale Umbra e alla Montecatini, impiegate per le manovre sui propri raccordi.     

## Prospetto delle unità[4]
| Numerazione FAAN/SV   | Numerazione FSR | Numerazione RM | Numerazione FS | Anno di costruzione | Costruttore | N. costruzione | Note                                                            |
| --------------------- | --------------- | -------------- | -------------- | ------------------- | ----------- | -------------- | --------------------------------------------------------------- |
| 1532 - Marino         | 102             | 6701           | 8121           | 1884                | Krauss      | 1532           | Ceduta alla Montecatini                                         |
| 1533 - Capannelle     | 103             | 6702           | 8122           | 1884                | Krauss      | 1533           | Ceduta nel 1925 alla Bribano-Agordo, nel 1931 alla Montecatini. |
| 1534 - Castelgandolfo | 104             | 6703           | 8123           | 1884                | Krauss      | 1534           | Ceduta alla Roma-Tivoli, poi alla Montecatini                   |
| 1535 - Grottaferrata  | 105             | 6704           | 8124           | 1884                | Krauss      | 1535           | Ceduta alla Roma-Tivoli, poi alla Montecatini                   |
| 1536 - Ariccia        | 106             | 6705           | 8125           | 1888                | Breda       | 96             | Ceduta alla Montecatini, dal 1921 alla Ferrovia Centrale Umbra  |
| 1537 - Nemi           | 107             | 6706           | 8126           | 1888                | Breda       | 97             |                                                                 |
| 1538 - Astura         | 108             | 6707           | 8127           | 1888                | Breda       | 98             | Ceduta alla Montecatini                                         |